# Hipódromo del Parque Riccarton
El Hipódromo del Parque Riccarton (en inglés: Riccarton Park Racecourse) es el nombre que recibe la principal instalación deportiva habilitada para las carreras de caballos pura sangre para el área de la ciudad de Christchurch en Nueva Zelanda.
Las principales carreras disputadas alí incluyen:
- G2 New Zealand Cup disputada sobre 3200m (2 millas).
- G1 New Zealand 1000 Guineas disputada sobre 1600 m para potras de 3 años.
- G1 New Zealand 2000 Guineas vr 1600m para caballos de 3 años.